# ウィノナ州立大学

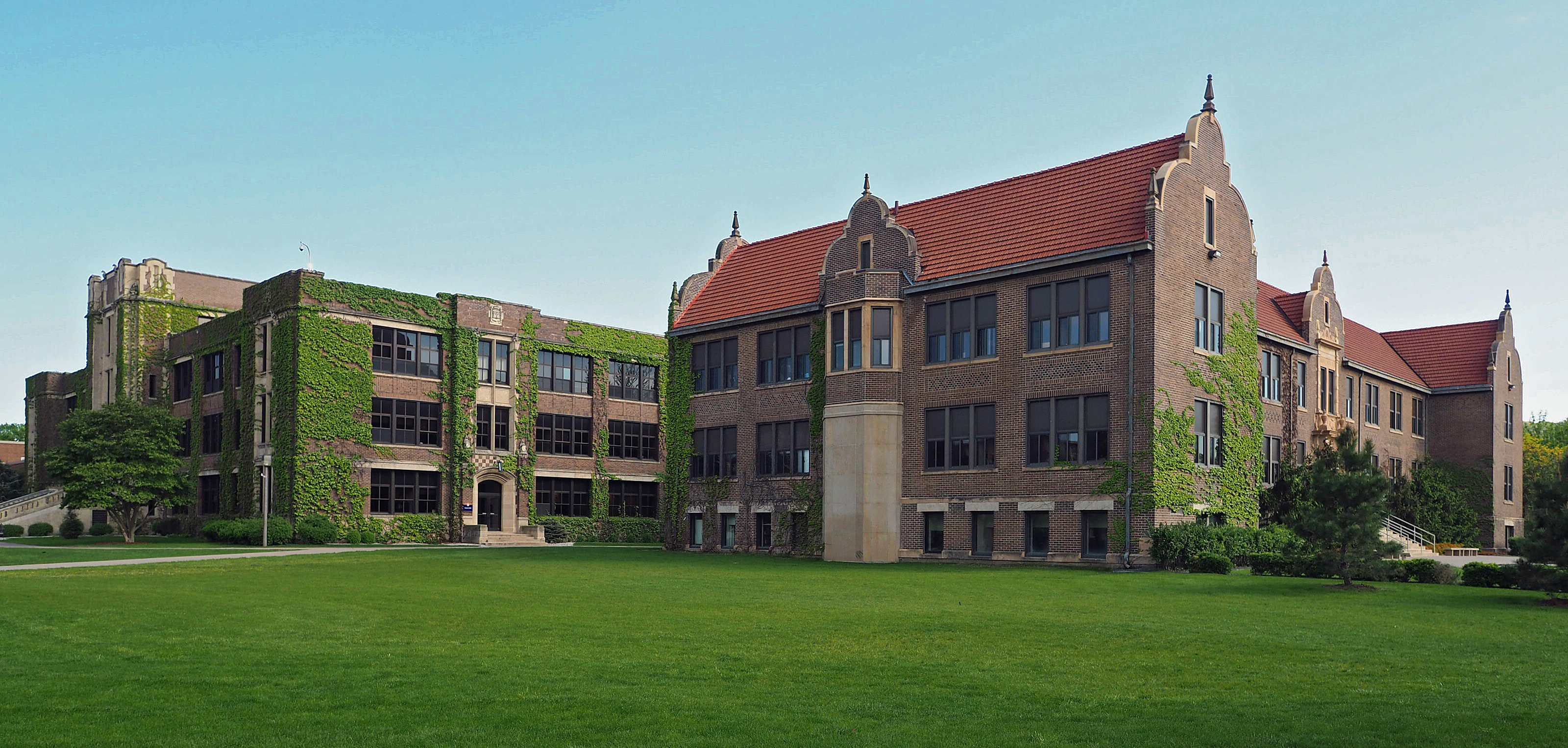

ウィノナ州立大学（Winona State University）は、アメリカ合衆国ミネソタ州の州立大学である。ミネソタ州立大学システムを構成する最古の大学で、教育大学の流れをくむ。
ミネソタ州立大学機構の1つだが独特のカラーがあり、私立大学のような校風がある。これは州立機構が発足する前から学校があった為だという。メインキャンパスはミネソタ州南東部のウィノナにあり、ロチェスターのユニバーシティ・センター・ロチェスター（UCR）にも分校を置いている。UCR内には、他にミネソタ大学ロチェスター校や、ロチェスターの地元コミュニティ・カレッジであるロチェスター・コミュニティ・アンド・テクニカル・カレッジも置かれている。

## 歴史
教員養成大学として1858年に設立された、今日ここは多くの分野の学科を提供している。教育に関連するいくつかの修士課程を持っているが、文系の一学部を除いて博士課程は提供していない。他の州立大学と比べると独特の雰囲気があり、州立大学というよりもミネソタ大学や私立大学に近い雰囲気がある。最近ではミネソタ大学に次ぐ学力レベル（ミネソタ州内）と安い学費で全米の「ベスト100」大学に選ばれている。

### 名称変更
- Winona State Normal School (1858年)
- Winona State Teachers' College (1870年)
- Winona State College (1930年代)
- Winona State University (1976年)

## 著名な卒業生
- ジョン・ブラトニック（アメリカ合衆国下院議員）
- ティム・ペニー（アメリカ合衆国下院議員）
- ローガン・クラーク（総合格闘家）

## 註
1. ↑  http://www.roch.edu/